# プラン ドゥ シー
株式会社Plan・Do・See（プラン ドゥ シー、英: Plan・Do・See Inc.、略称: PDS）は、東京都港区に本社をおく、ホテル・レストラン・ウェディング等の事業を行っている企業である。
日本国内に約10のホテル、レストランを運営しているほか、アメリカ合衆国、インドネシア等海外にも店舗を展開している。また、グループ各社ではアパレルや宝飾、ITサービス等の事業も行っている。

## 概要
1993年4月設立。ウェディングプロデュースを開始。
「日本のおもてなしを世界中の人々へ」をミッションに掲げて、神戸のオリエンタルホテルといったホテル、京都のザ ソウドウ 東山 京都などのレストラン・バンケット、東京のシクス バイ オリエンタルホテル等のレストランを展開している。
歴史的価値の高い建築物をリノベーションし、再利用している店舗が多いのが特徴である。
フォーチュンガーデン京都は、精密機器メーカー大手の島津製作所旧本社ビルで、国会議事堂を設計監修した日本近代建築の巨匠武田五一が手掛けた。
ザ ソウドウ 東山 京都は日本画家 竹内栖鳳の邸宅、河文は尾張徳川家御用達の400年の歴史を持つ料亭、ザ・ガーデンオリエンタル・大阪は旧大阪市公館である。
また、共通のブランド名を使ったチェーン展開は行っておらず、店舗ごとに異なるコンセプト、デザインを持っている。但し、ホテルに関しては2023年2月から「PDS HOTELS」を制定した。

## 沿革
- 1993年04月 - 株式会社プラン ドゥ シー設立
- 1994年08月 - 東京代官山に THE DAIKANYAMA PLACE を開業
- 1995年10月 - 神戸に THE GARDEN ORIENTAL SOSHUEN を開業
- 1998年08月 - 東京南麻布に THE TOKYO RESTAURANT を開業
- 2000年
  - 05月 - 京都に THE RIVER ORIENTAL を開業
  - 11月 - 東京広尾に THE HANEZAWA GARDEN を開業
- 2001年04月 - 神戸に THE HOUSE OF PACIFIC を開業
- 2003年
  - 05月 - 徳島に THE PACIFIC HARBOR を開業
  - 05月 - THE STRINGS HOTEL TOKYOのウェディングプロデュースを開始
  - 11月 - 京都に THE GARDEN ORIENTAL KYOTO を開業（後にザ ソウドウ 東山 京都へ改称）
- 2004年08月 - 福岡に初のホテル店舗となるウィズザスタイルフクオカを開業
- 2005年11月 - ドレス事業を行う株式会社ザ・トリート・ドレッシングを設立（後に株式会社トリートへ社名変更）
- 2006年03月 - 長野THE FUJIYA GOHONJINのウェディングプロデュースを開始
- 2007年08月 - 福岡にザ・ルイガンズ．スパ & リゾートを開業
- 2008年
  - 02月 - 名古屋にザ・カワブン・ナゴヤを開業
  - 04月 - ニューヨークに初の海外出店となる GREENWICH GRILL を開業（後にSUSHI AZABUへ業態変更）
- 2010年03月 - 神戸に、阪神・淡路大震災の影響で営業終了していたオリエンタルホテルを再建し、開業
- 2011年
  - 09月 - 名古屋にザ ナンザンハウスを開業
  - 09月 - 名古屋に老舗料亭河文を承継し開業
- 2012年
  - 3月 - 京都に、精密機器メーカー大手の島津製作所旧本社ビルを改装したフォーチュンガーデン京都を開業
  - 5月 - 東京有楽町にシクス バイ オリエンタルホテルを開業
- 2014年
  - 01月 - ユニフォーム事業 grandir by Treat が事業分割により、UNIX TOKYO株式会社として独立
  - 02月 - 業界特化型のクラウド・アプリケーション事業を行う株式会社Plan Do See Systemを設立（後に株式会社AnalySys.へ社名変更）
  - 11月 - 大阪に、旧大阪市公館をリノベーションしたザ・ガーデンオリエンタル・大阪を開業
  - 11月 - バリに THE SAYAN HOUSE を開業
- 2015年 - 奈良の菊水楼の共同経営者となる
- 2016年
  - 04月 - ロサンゼルスに PALEY. を開業
  - 07月 - 東京紀尾井町に、赤坂プリンスホテル旧館（旧李王邸）をリノベーションした赤坂プリンス クラシックハウスを開業
- 2017年
  - 02月 - クアラルンプールに THE TOKYO RESTAURANT を開業
  - 02月 - マイアミに LOLO'S SURF CANTINA を開業
- 2018年
  - 01月 - マイアミに AZABU Miami Beach を開業
  - 03月 - 名古屋に旧名古屋銀行本店をリノベーションしたザ・コンダーハウスを開業
  - 06月 - ハワイに Deck. 及び KNOTS COFFEE ROASTERS. を開業
  - 08月 - 株式会社トリートのジュエリー事業 Joie de treat. が事業分割により、株式会社Joieとして独立
- 2019年
  - 01月 - ハノイにホテル・ニッコー・ハノイから承継した「HÔTEL du PARC HANOÏ」[1]を開業
  - 09月 - 1874年（明治7年）創業の登録文化財の老舗旅館「おちあいろう」[2]をリニューアルオープン
- 2020年07月 - 東京青山のベルコモンズ跡地に青山グランドホテルを開業
- 2021年07月 - さいたま市のかんぽの宿 ラフレさいたまを日本郵政より買収し、翌年3月に THE MARK GRAND HOTEL に改称
- 2022年04月 - 安藤忠雄設計監修の元、京都市にある旧任天堂本社社屋を改装したホテル丸福樓を開業
- 2023年02月 - 自社ホテルブランド「PDS HOTELS」を制定
- 2024年06月 - 熊本ホテルキャッスルと業務提携
- 2025年05月 - 横浜郵船ビルのコンバージョン（2026年秋竣工予定）で、ホテルの運営を担うことを発表[3]

## 事業内容

### ホテル事業（PDS HOTELS）
2004年に設立したウィズザスタイルフクオカをきっかけにホテル事業を開始。
2025年5月現在、以下のホテルを運営している。なお、施設の後ろに○のあるホテルはPDS HOTELS公式ホームページでは施設としてリストアップされていない。
- THE AOYAMA GRAND HOTEL
- THE MARK GRAND HOTEL○
- おちあいろう
- 丸福楼
- オリエンタルホテル
- WITH THE STYLE FUKUOKA
- THE LUIGANS Spa&Resort
- ONE FUKUOKA HOTEL
- 熊本ホテルキャッスル
- Southwest Grand Hotel
- Hôtel du PARC HANOÏ
- THE SAYAN HOUSE VILLAS

### レストラン事業
開業しているすべての店舗で、レストラン事業を行っている。
イタリア料理、フランス料理、寿司、鉄板焼きなど業態は多岐にわたる。
寿司レストランであるSushi Azabuは、2010年から2016年まで、ミシュランガイドニューヨークシティ版で一つ星を獲得していた。

### ウェディング・宴会事業
結婚式を一過性のビジネスではなくリピートビジネスとして捉え、「帰ってくる場所」という価値を提供する婚礼サービスを展開している。
ブライダル部門は、2011年に独自性があり高い収益性のある事業に贈られるポーター賞を受賞した。
また結婚式が行われる宴会場では、企業や一般向けの宴会や会議、展示会のプロデュースも取り扱っている。

### アパレル事業
子会社のトリートにより、結婚式向けのドレスレンタルおよび販売を行うドレスサロン THE TREAT DRESSING、パーティードレスのレンタルサービス HAUTEなどが運営されている。
UNIX TOKYOは主にサービス業の企業や教育機関のためのオリジナルユニフォームの企画・制作事業を行っている。

### クラウドサービス事業
AnalySys.により、プラン ドゥ シーの自社向けシステムをSaaS化した、婚礼・宴会施設向け業務システム・受発注プラットフォームである Phorbs が運営されている。

## 受賞
- 2011年度 第11回ポーター賞（ブライダル部門） [4]
- ミシュランガイドニューヨークシティ版 一つ星 （Sushi Azabu）

## グループ会社・関連会社
- 株式会社トリート
- UNIX TOKYO株式会社
- 株式会社AnalySys.
- 株式会社Joie
- Plan･Do･See America